# The Visit (musical)
The Visit è un musical con musiche di John Kander, testi di Fred Ebb e libretto di Terrence McNally. È tratto dal dramma di Friedrich Dürrenmatt La visita della vecchia signora, debuttato nel 1956.

## Trama
Il paesino svizzero di Brachen è in rapido declino e in piena bancarotta quando riceve la visita della vecchia e ricchissima Claire Zachanassian. Claire era nata a Brachen, ma è stata costretta a lasciare il paese da giovane a seguito di un grosso scandalo: rimasta incinta da ragazza, Claire fu accusata di essere una donna dai facili costumi e costretta ad andarsene.
Claire torna a Brachen con una proposta: lei donerà un miliardo di dollari al paese se gli abitanti uccideranno Anton, il rispettato negoziante che la mise incinta per poi abbandonarla. I paesani dapprima sono disgustati dalla proposta, ma con il passare del tempo cominciano a realizzarne le potenzialità e a riconsiderare la propria posizione.
Anton è sinceramente pentito per aver rovinato la vita e la reputazione di Claire, ma il ravvedimento arriva troppo tardi: i cittadini linciano il loro compaesano e prendono i soldi della vecchia signora. Sola in scena, Claire si rende conto che la vendetta non era quello che voleva realmente…

## Numeri musicali
Primo atto
- "Out of the Darkness" — Paesani
- "At Last" — Claire, paesani
- "I Walk Away" — Claire, Entourage
- "I Know Claire" — Anton
- "A Happy Ending" — Sindaco, poliziotto, dottore, prete, maestro di scuola, paesano
- "You, You, You" — Anton, Claire
- "I Must Have Been Something" — Anton
- "Look at Me" — Anton, Claire, Entourage, eunuchi, Rudi, Young Anton, Young Claire, famiglia
- "A Masque" — Sindaco, paesani
- "Eunuch's Testimony" — Louis, Jacob
- "Winter" — Claire
- "Yellow Shoes" — Paesani

Secondo atto
- "A Confession" — Claire, Entourage
- "I Would Never Leave You" — Entourage, Claire
- "Back and Forth" — Matilda, Ottillie, Karl
- "The Only One" — Maestro di scuola
- "Fear" — Anton
- "A Car Ride" — Anton, Matilda, Ottillie, Karl
- "Love and Love Alone" — Claire
- "In the Forest Again" — Anton, Claire
- "Finale" — Paesani

## Cast
| Personaggio         | Chicago, 2001 | Arlington, 2008 | Williamstown, 2014 | Broadway, 2015 |
| ------------------- | ------------- | --------------- | ------------------ | -------------- |
| Claire Zachanassian | Chita Rivera  | Chita Rivera    | Chita Rivera       | Chita Rivera   |
| Anton Schell        | John McMartin | George Hearn    | Roger Rees         | Roger Rees     |
| Sindaco             | Mark Jacoby   | Mark Jacoby     | Jason Danieley     | Jason Danieley |
| Matilde             | Ami Silvestri | Karen Murphy    | Judy Kuhn          | Mary Beth Peil |

## Riconoscimenti
| Anno | Premio                     | Categoria                                  | Nominato              | Risultato       |
| ---- | -------------------------- | ------------------------------------------ | --------------------- | --------------- |
| 2015 | Tony Awards                | Miglior musical                            | Miglior musical       | Candidato/a     |
| 2015 | Tony Awards                | Miglior attrice protagonista in un musical | Chita Rivera          | Candidato/a     |
| 2015 | Tony Awards                | Miglior libretto di un musical             | Terrence McNally      | Candidato/a     |
| 2015 | Tony Awards                | Migliore colonna sonora originale          | John Kander, Fred Ebb | Candidato/a     |
| 2015 | Tony Awards                | Miglior disegno luci                       | Japhy Weideman        | Candidato/a     |
| 2015 | Drama Desk Award           | Miglior musical                            | Miglior musical       | Candidato/a     |
| 2015 | Drama Desk Award           | Miglior colonna sonora                     | John Kander           | Candidato/a     |
| 2015 | Drama Desk Award           | Miglior libretto                           | Terrence McNally      | Candidato/a     |
| 2015 | Drama Desk Award           | Migliori parole                            | Fred Ebb              | Candidato/a     |
| 2015 | Drama Desk Award           | Miglior attrice protagonista in un musical | Chita Rivera          | Candidato/a     |
| 2015 | Drama Desk Award           | Miglior regia                              | John Doyle            | Candidato/a     |
| 2015 | Drama Desk Award           | Miglior scenografia                        | Scott Pask            | Candidato/a     |
| 2015 | Outer Critics Circle Award | Miglior musical                            | Miglior musical       | Candidato/a     |
| 2015 | Outer Critics Circle Award | Miglior attrice protagonista in un musical | Chita Rivera          | Candidato/a     |
| 2015 | Outer Critics Circle Award | Migliore colonna sonora                    | John Kander, Fred Ebb | Candidato/a     |
| 2015 | Outer Critics Circle Award | Miglior libretto                           | Terrence McNally      | Candidato/a     |
| 2015 | Outer Critics Circle Award | Miglior disegno luci                       | Japhy Weideman        | Candidato/a     |
| 2015 | Drama League               | Miglior musical                            | Miglior musical       | Candidato/a     |
| 2015 | Drama League               | Miglior attore in un musical               | Chita Rivera          | Vincitore/trice |
| 2015 | Drama League               | Miglior attrice in unmusical               | Roger Rees            | Candidato/a     |